# Балалсена
Балалсена (*বল্লাল সেন, д/н —1179) — 3-й магараджа з династії Сена, що володарював у 1159–1179 роках.

## Життєпис
Ще за життя батька брав участь у поході проти царства Мітхіли. Став правити у 1159 році, після смерті свого батька Віджаясени. Завершив розгром династії Пала, завершив захоплення північної Бенгалії. Завдяки його діяльноісті на північному сході Індостану, постала потужна держава.
Провів низку соціальних реформ, завдяки чого розширив підтримку своєї династії серед населення. За його наказом було відновлено слідування ортодоксальних ідуських звичаям, при цьому буддизм втратив свій вплив, яким користувався при представниках Пала.

## Літературна діяльність
Балалсена був талановитим письменником й здібним вченим. З усього доробку відомо два твори: «Данасагара» й «Абдхутасагара».